# Palacio de Congresos Casa Colón
El palacio de congresos Casa Colón es un centro de convenciones y auditorio situado en el municipio español de Huelva, en la provincia homónima. El edificio forma parte del complejo de la Casa Colón.

## Características
El Palacio de Congresos se encuentra ubicado dentro de la parcela que ocupa la Casa Colón, frente a los jardines, cerrando el cuarto lado del rectángulo que forman los otros tres edificios de los que consta el complejo. Desde un punto de vista arquitectónico, se trata de una construcción moderna compuesta por volúmenes y trazados geométricos puros, fachadas ventiladas de piedra natural y llagas abiertas. A través de un espacio concebido como nártex se ingresa en el patio desde el cual se distribuye el tránsito hacia los cuerpos laterales que alojan salas destinadas a reunión o exposiciones. Desde ahí se avanza hacia el volumen central, que contiene la sala de congresos y espectáculos.